# Gyertek át!
A Gyertek át! – a sztárvetélkedő licencszerződésen alapuló televíziós vetélkedő. A műsor eredetije 2013-ban indult az Egyesült Államokban Hollywood Game Night néven. műsorvezetője Sebestyén Balázs. A műsornak egy rendhagyó adása volt, 2016. május 14-én, melyet Sebestyén Balázs helyett Dombóvári István vezetett, Sebestyén Balázs pedig az egyik csapat játékosa volt.
A vetélkedő debütálása 2015. szeptember 12-én, szombaton volt, akkor még Gyertek át szombat este! címmel. A hatodik évadot az RTL+ mutatta be 2022. november 16-án.
A műsor 2016-ban és 2017-ben is elnyerte a Televíziós Újságírók Díját a comedy show kategóriában.

## Évadok
| Évad | Évad | Adások száma | Sugárzás             | Sugárzás           | Műsorvezető      | Adó |
| Évad | Évad | Adások száma | Évadbemutató         | Évadzáró           | Műsorvezető      | Adó |
| ---- | ---- | ------------ | -------------------- | ------------------ | ---------------- | --- |
|      | 1    | 11           | 2015. szeptember 12. | 2015. november 21. | Sebestyén Balázs |     |
|      | 2    | 8            | 2016. március 26.    | 2016. május 14.    | Sebestyén Balázs |     |
|      | 3    | 6            | 2016. november 18.   | 2016. december 23. | Sebestyén Balázs |     |
|      | 4    | 4            | 2017. március 3.     | 2017. március 24.  | Sebestyén Balázs |     |
|      | 5    | 16           | 2019. február 21.    | 2019. június 6.    | Sebestyén Balázs |     |
|      | 6    | 8            | 2022. november 16.   | 2023. január 4.    | Sebestyén Balázs |     |
|      | 7    | 8            | 2023. június 9.      | 2023. július 28.   | Sebestyén Balázs |     |

## Játékok[7]
- A sztár én vagyok!
- Boom a szájba
- Céllövölde
- Dúdoló
- Elviszlek szavakkal
- Ezt fújhatod!
- Édes négyes
- Felnégyelve
- Fogd meg a golyóm!
- Hirtelen halál
- Hírzárlat
- Időgép
- Ikertornyok
- Kérem a kezed!
- Kicsi Picassók
- Kihallgatás
- Ki vagyok én?
- Lebilincselő
- Lombikzombik
- Lufitoszás
- Most mutasd meg!
- Nagyszobahakni
- Némafilm
- Ne süketelj
- Olvass a számról!
- Párnacsata
- Rajzolj
- Rajzoló
- Robbanás veszély!
- Táncolnék veled!
- Utolsó láncszem